# Thelcticopis telonotata
Thelcticopis telonotata là một loài nhện trong họ Sparassidae.
Loài này thuộc chi Thelcticopis. Thelcticopis telonotata được miêu tả năm 1935 bởi Dyal.